# بادقپک کوتوله
بادقپک کوتوله (نام علمی: Collocalia troglodytes)، یکی از گونه‌های بادخورک از خانواده بادخورکان و بومی فیلیپین است.
زیستگاه طبیعی آن جنگل‌های دشت نمناک نیمه‌گرمسیری یا گرمسیری است. در زیر ۹ سانتیمتر (۳٫۵ اینچ) سال، کوچک‌ترین بادخورک جهان است. وزن آن تنها ۵ گرم است.